# شاهزاده ابراهیم (دشتستان)
بقعه امامزاده ابراهیم که از فرزندان امام موسی الکاظم است و در میان مردم محل به نام شاهزاده ابراهیم معروف می‌باشد در دوازده کیلومتری جنوب شهر برازجان،  شهرستان دشتستان، استان بوشهر و مجاورت روستای نی نیزک واقع گردیده است. در تاریخ ۲۸ اسفند ۱۳۸۵ با شمارهٔ ثبت ۱۸۷۱۴ به‌عنوان یکی از آثار ملی ایران به ثبت رسیده است.
ساختمان امام زاده ابراهیم و روستای مجاور آن به نام نی نیزک(یا ننیزک) به وسیله یک جاده فرعی آسفالته که به جاده اصلی برازجان-اهرم می پیوندد با برازجان مرکز شهرستان دشتستان در ارتباط است.